# Associazione Calcio Sant'Anastasia 1999-2000
Questa voce raccoglie le informazioni riguardanti l'Associazione Calcio Sant'Anastasia nelle competizioni ufficiali della stagione 1999-2000.

## Stagione
Il Sant'Anastasia disputa il suo primo campionato di Serie C2 nella stagione 1999-2000. Inserito nel girone C si classifica in sesta posizione con 44 punti.
In Coppa Italia Serie C viene eliminato nel corso della prima fase a gironi.

## Divise e sponsor
| Casa | Trasferta | Terza divisa |

## Rosa
| N. |                   | Ruolo | Calciatore            |
| -- | ----------------- | ----- | --------------------- |
|    | Italia (bandiera) | P     | Vincenzo Di Muro      |
|    | Italia (bandiera) | P     | Salvatore Santarsiero |
|    | Italia (bandiera) | D     | Massimo Cavaliere     |
|    | Italia (bandiera) | D     | Vincenzo D'Ambrosio   |
|    | Italia (bandiera) | D     | Alessandro D'Andrea   |
|    | Italia (bandiera) | D     | Vincenzo Feola        |
|    | Italia (bandiera) | D     | Giovanni Ferraro      |
|    | Italia (bandiera) | D     | Antonio Rogazzo       |
|    | Italia (bandiera) | D     | Gennaro Sardo         |
|    | Italia (bandiera) | C     | Alessio Balducci      |
|    | Italia (bandiera) | C     | Daniele Bonetti       |
|    | Italia (bandiera) | C     | Massimo Carnevale     |
|    | Italia (bandiera) | C     | Francesco Cetronio    |

| N. |                   | Ruolo | Calciatore        |
| -- | ----------------- | ----- | ----------------- |
|    | Italia (bandiera) | C     | Isidoro Izzo      |
|    | Italia (bandiera) | C     | Sandro Luciano    |
|    | Italia (bandiera) | C     | Angelo Mazzarella |
|    | Italia (bandiera) | C     | Andrea Pallanch   |
|    | Italia (bandiera) | C     | Giuseppe Vives    |
|    | Italia (bandiera) | A     | Raimondo Acampora |
|    | Italia (bandiera) | A     | Giuseppe Barrucci |
|    | Italia (bandiera) | A     | Alberto Borsa     |
|    | Italia (bandiera) | A     | Gianluca Catania  |
|    | Italia (bandiera) | A     | Luca Lucci        |
|    | Italia (bandiera) | A     | Gianni Matticari  |
|    | Italia (bandiera) | A     | Stefano Sgambati  |
|    | Italia (bandiera) | A     | Ezio Velardi      |

## Calciomercato

### Sessione estiva
| Acquisti | Acquisti          | Acquisti       | Acquisti |
| R.       | Nome              | da             | Modalità |
| -------- | ----------------- | -------------- | -------- |
| P        | Vincenzo Di Muro  | Turris         |          |
| D        | Vincenzo Feola    | Juve Stabia    |          |
| D        | Gennaro Sardo     | Palmese        |          |
| C        | Alessio Balducci  | Juve Stabia    |          |
| A        | Raimondo Acampora | Turris         |          |
| A        | Gianni Matticari  | Sambenedettese |          |
| A        | Stefano Sgambati  | Sorrento       |          |

| Cessioni | Cessioni            | Cessioni       | Cessioni |
| R.       | Nome                | a              | Modalità |
| -------- | ------------------- | -------------- | -------- |
| P        | Andrea Panico       | Viribus Unitis |          |
| D        | Ciro Capuano        | Empoli         |          |
| A        | Luigi Di Baia       | Terzigno       |          |
| A        | Giovanni Fontanella | Casertana      |          |
| A        | Lorenzo Intrieri    | Castrovillari  |          |

### Sessione invernale
| Acquisti | Acquisti          | Acquisti   | Acquisti   |
| R.       | Nome              | da         | Modalità   |
| -------- | ----------------- | ---------- | ---------- |
| D        | Antonio Rogazzo   |            | svincolato |
| C        | Massimo Carnevale | Sora       |            |
| A        | Alberto Borsa     | Avellino   |            |
| A        | Gianluca Catania  | Campobasso |            |

| Cessioni | Cessioni         | Cessioni | Cessioni |
| R.       | Nome             | a        | Modalità |
| -------- | ---------------- | -------- | -------- |
| C        | Alessio Balducci | Mantova  |          |

## Risultati

### Serie C2

#### Girone di andata
| Arbitro: | Rossi (Forlì) |

|              |           |               |
| Cetronio 84’ | Marcatori | 55’ Di Fausto |

| Francavilla al Mare 11 settembre 1999, ore 16:00 CEST 2ª giornata | Chieti          | 0 – 0 referto | Sant'Anastasia | Stadio Vallo Anzuca (1.500 spett.)\| Arbitro: \| Dattilo (Locri) \| |
| Arbitro:                                                          | Dattilo (Locri) |               |                |                                                                     |

| Arbitro: | Papini (Perugia) |

|                     |           |                |
| Barrucci 79’ (rig.) | Marcatori | 4’, 9’ Tortora |

| Gela 26 settembre 1999, ore 16:00 CEST 4ª giornata | Gela J.T.       | 0 – 0 referto | Sant'Anastasia | Stadio Vincenzo Presti (2.000 spett.)\| Arbitro: \| Bianchi (Lucca) \| |
| Arbitro:                                           | Bianchi (Lucca) |               |                |                                                                        |

| Casoria 3 ottobre 1999, ore 15:30 CEST 5ª giornata | Sant'Anastasia   | 0 – 0 referto | Cavese | Stadio San Mauro (1.200 spett.)\| Arbitro: \| Lucenti (Mestre) \| |
| Arbitro:                                           | Lucenti (Mestre) |               |        |                                                                   |

| Arbitro: | Griselli (Livorno) |

|           |           |  |
| Bolla 39’ | Marcatori |  |

| Arbitro: | Santoro (Domodossola) |

|  |           |               |
|  | Marcatori | 74’ De Napoli |

| Arbitro: | Mariuzzo (Venezia) |

|  |           |              |
|  | Marcatori | 32’ Cetronio |

| Arbitro: | Esposito (Trapani) |

|  |           |                        |
|  | Marcatori | 90’ (rig.) Vantaggiato |

| Arbitro: | Rossi (Rimini) |

|             |           |  |
| Pittana 41’ | Marcatori |  |

| Arbitro: | Ferone (Terni) |

|                            |           |                    |
| Matticari 75’ Sgambati 93’ | Marcatori | 40’, 75’ Ferazzoli |

| Arbitro: | Vicinanza (Albenga) |

|                          |           |  |
| Montanaro 5’ Novello 72’ | Marcatori |  |

| Arbitro: | Ferraro (Crotone) |

|           |           |            |
| Sardo 55’ | Marcatori | 84’ Molino |

| Arbitro: | Lecci (Varese) |

|                    |           |              |
| Cataldi 67’ (rig.) | Marcatori | 79’ Sgambati |

| Arbitro: | Battistella (Conegliano Veneto) |

|                                |           |  |
| Matticari 25’ (rig.) Sardo 92’ | Marcatori |  |

| Arbitro: | Gasparoni (Ancona) |

|            |           |  |
| Corona 32’ | Marcatori |  |

| Arbitro: | Ioseffi (Siena) |

|              |           |            |
| Sgambati 61’ | Marcatori | 38’ Spader |

#### Girone di ritorno
| Arbitro: | Benedetti (Vicenza) |

|                             |           |              |
| Torino 17’ (rig.) Rossi 88’ | Marcatori | 91’ Acampora |

| Arbitro: | Mariuzzo (Venezia) |

|                                          |           |  |
| Matticari 40’ Izzo 49’ Sgambati 49’, 85’ | Marcatori |  |

| Arbitro: | Bernabini (Roma) |

|                                            |           |                     |
| Tortora 2’ (rig.) Bugiardini 28’ Sorce 29’ | Marcatori | 17’ (rig.) Sgambati |

| Arbitro: | Santucci (Reggio Calabria) |

|                           |           |            |
| Rogazzo 16’ Matticari 59’ | Marcatori | 88’ Caputo |

| Arbitro: | Griselli (Livorno) |

|  |           |               |
|  | Marcatori | 27’ Matticari |

| Arbitro: | Dondarini (Finale Emilia) |

|                             |           |  |
| Carnevale 28’ Matticari 47’ | Marcatori |  |

| Arbitro: | Sacco (Civitavecchia) |

|                                       |           |  |
| Cassano 28’ Insanguine 43’ Luceri 84’ | Marcatori |  |

| Arbitro: | Ferrari (Roma) |

|         |           |  |
| Izzo 8’ | Marcatori |  |

| Arbitro: | Santucci (Reggio Calabria) |

|                                      |           |                      |
| Bernardini 7’ Vantaggiato 84’ (rig.) | Marcatori | 17’ (rig.) Matticari |

| Arbitro: | Lecci (Varese) |

|                         |           |  |
| Feola 21’ Matticari 24’ | Marcatori |  |

| Arbitro: | Mattelli (Lucca) |

|                      |           |  |
| Gerundini 31’ (rig.) | Marcatori |  |

| Arbitro: | Ardito (Bari) |

|               |           |  |
| Matticari 14’ | Marcatori |  |

| Foggia 16 aprile 2000, ore 16:00 CEST 30ª giornata | Foggia           | 0 – 0 referto | Sant'Anastasia | Stadio Pino Zaccheria (7.000 spett.)\| Arbitro: \| Masieri (Mestre) \| |
| Arbitro:                                           | Masieri (Mestre) |               |                |                                                                        |

| Arbitro: | Micoli (Tivoli) |

|                                    |           |  |
| Cetronio 31’ Sgambati 84’ Izzo 93’ | Marcatori |  |

| Torre del Greco 30 aprile 2000, ore 16:00 CEST 32ª giornata | Turris             | 0 – 0 referto | Sant'Anastasia | Stadio Amerigo Liguori (1.000 spett.)\| Arbitro: \| Griselli (Livorno) \| |
| Arbitro:                                                    | Griselli (Livorno) |               |                |                                                                           |

| Arbitro: | Mariuzzo (Venezia) |

|               |           |  |
| Matticari 49’ | Marcatori |  |

| L'Aquila 14 maggio 2000, ore 16:00 CEST 34ª giornata | L'Aquila       | 0 – 0 referto | Sant'Anastasia | Stadio Tommaso Fattori (1.500 spett.)\| Arbitro: \| Romeo (Verona) \| |
| Arbitro:                                             | Romeo (Verona) |               |                |                                                                       |

### Coppa Italia Serie C

#### Fase eliminatoria a gironi
| Arbitro: | Micoli (Tivoli) |

|               |           |  |
| Gerundini 68’ | Marcatori |  |

| Frattamaggiore 25 agosto 1999, ore 17:00 CEST 2ª giornata | Sant'Anastasia       | 0 – 0 referto | Turris | Stadio Pasquale Ianniello (1.300 spett.)\| Arbitro: \| Rossomando (Salerno) \| |
| Arbitro:                                                  | Rossomando (Salerno) |               |        |                                                                                |

| Avellino 2 settembre 1999, ore 17:00 CEST 4ª giornata | Cavese              | 1 – 1 | Sant'Anastasia | Stadio Partenio\| Arbitro: \| Carlucci (Molfetta) \| |
| Arbitro:                                              | Carlucci (Molfetta) |       |                |                                                      |

| Frattamaggiore 15 settembre 1999, ore 16:00 CEST 5ª giornata | Sant'Anastasia   | 4 – 1 | Avellino | Stadio Pasquale Ianniello\| Arbitro: \| Rubino (Salerno) \| |
| Arbitro:                                                     | Rubino (Salerno) |       |          |                                                             |

## Statistiche

### Statistiche di squadra
| Competizione         | Punti | In casa | In casa | In casa | In casa | In casa | In casa | In trasferta | In trasferta | In trasferta | In trasferta | In trasferta | In trasferta | Totale | Totale | Totale | Totale | Totale | Totale | DR |
| Competizione         | Punti | G       | V       | N       | P       | Gf      | Gs      | G            | V            | N            | P            | Gf           | Gs           | G      | V      | N      | P      | Gf     | Gs     | DR |
| -------------------- | ----- | ------- | ------- | ------- | ------- | ------- | ------- | ------------ | ------------ | ------------ | ------------ | ------------ | ------------ | ------ | ------ | ------ | ------ | ------ | ------ | -- |
| Serie C2             | 44    | 17      | 9       | 5       | 3       | 24      | 10      | 17           | 2            | 6            | 9            | 6            | 17           | 34     | 11     | 11     | 12     | 30     | 27     | +3 |
| Coppa Italia Serie C | -     | 2       | 1       | 1       | 0       | 4       | 1       | 2            | 0            | 1            | 1            | 1            | 2            | 4      | 1      | 2      | 1      | 5      | 3      | +2 |
| Totale               | -     | 19      | 10      | 6       | 3       | 28      | 11      | 19           | 2            | 7            | 10           | 7            | 19           | 38     | 12     | 13     | 13     | 35     | 30     | +5 |